# The Best (Airplay)
The Best (Airplay) è la prima raccolta del gruppo musicale italiano Audio 2, pubblicata il 18 settembre 1998 dalla PDU.

## Descrizione
La raccolta contiene 16 brani: 3 inediti e 13 provenienti dai primi tre album del gruppo, fra i quali i noti Alle venti, Rotola la vita e Si che non sei tu.

## Tracce
1. Tu vieni prima di tutto
2. Alle venti
3. È tutto più grande
4. Si che non sei tu
5. Specchi riflessi
6. Rotola la vita
7. Alza le mani
8. Io ho te
9. Gina
10. Dentro a ogni cosa
11. Per una virgola
12. Adriatico
13. Neve
14. C'era e non c'è
15. L'insonnia
16. Non c'è più audio

## Formazione
Gruppo
- Gianni Donzelli – voce
- Vincenzo Leomporro – voce

Altri musicisti
- Giorgio Secco – chitarra acustica, chitarra elettrica
- Nicolò Fragile – tastiera
- Paolo Costa – basso
- Lele Melotti – batteria
- Massimo Bozzi – tastiera, cori
- Giulia Fasolino – cori
- Massimiliano Pani – cori
- Mina – voce aggiuntiva (finale traccia 10)